# グーニーズ
『グーニーズ』（The Goonies）は、1985年のアメリカ合衆国の冒険映画。監督はリチャード・ドナー、出演はショーン・アスティン、ジョシュ・ブローリンなど。伝説の海賊が隠した財宝を探す少年たちの冒険を描いている。

## ストーリー

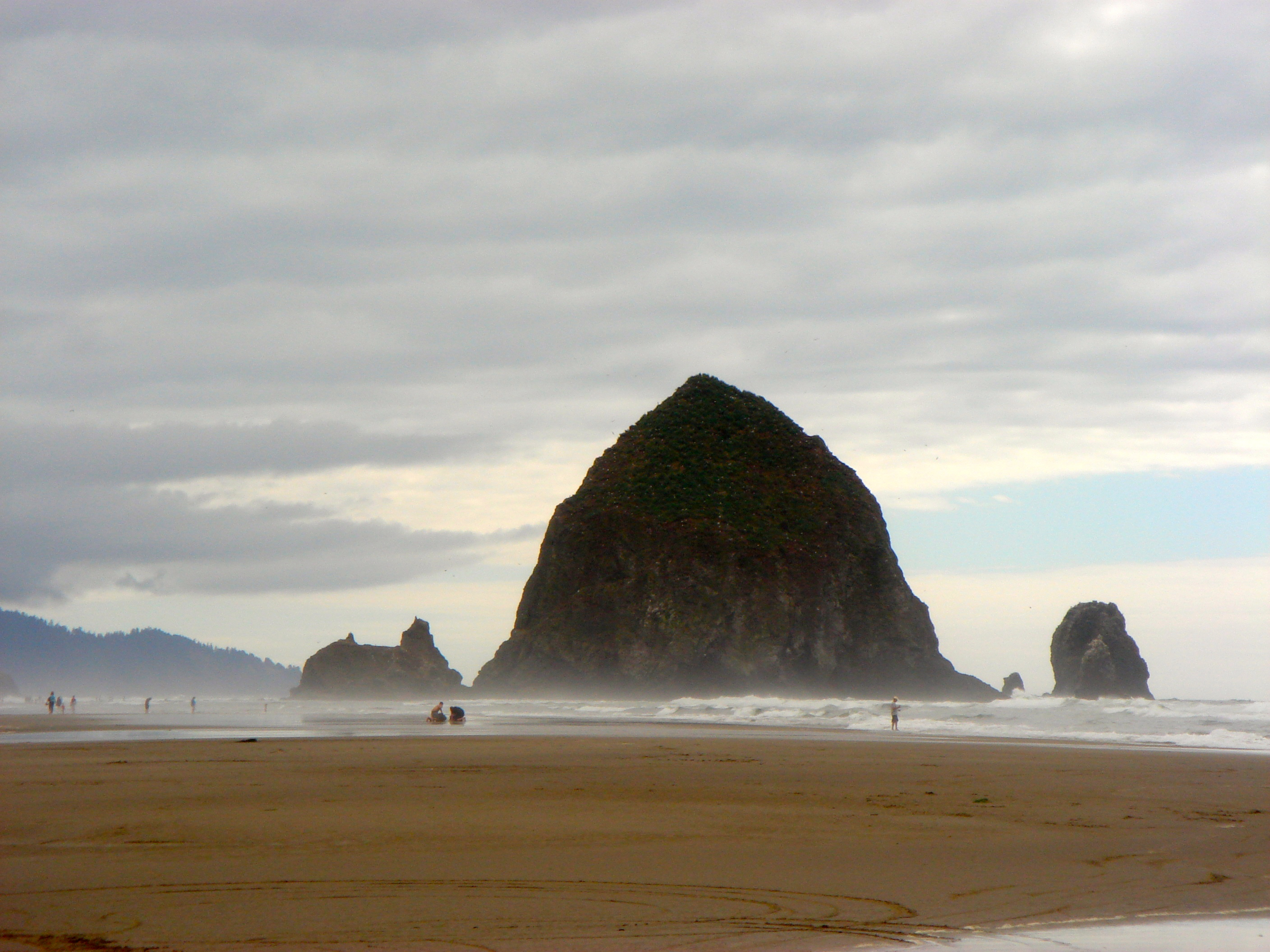
The ORV racing scene of the film was filmed in Cannon Beach featuring :en:Haystack Rock.

海賊伝説が伝わるアメリカ・オレゴン州アストリア郊外の海辺の住宅街、グーンドックス。郡刑務所に収監されていたギャング「フラッテリー一家」の長兄・ジェイクを、母と弟が奪還したところから物語は始まる。
ウォルシュ家の次男・マイキーの家にマウス、チャンク、データが集まる。彼らは「グーニーズ」を名乗るやんちゃな少年たちだが、マイキーや兄・ブランドの顔色は冴えない。資産家・パーキンスが自身の経営するゴルフ場の拡張のため、高台の一帯を再開発しようと、かねて不動産を担保に多額の金を貸し付けていたウォルシュ家に立ち退きを迫り、翌日までに借金を返済できなければ、一家は自宅と土地を明け渡さなければならなかったからだ。他のメンバーも同様だった。マイキーたちは金目のものを探して立ち入りを禁じられていた屋根裏部屋に入り、伝説の大海賊「片目のウィリー」の遺した、財宝のありかを記した地図を発見する。それはマイキーの父・アービングが若い頃から収集していたもので、借金を重ねた原因でもあった。
マイキーたちは地図を頼りに、岬の突端にある廃墟となったレストランを見つける。だがそこはギャング・フラッテリー一家の隠れアジトだった。駆け付けたブランドが4人を連れ戻すが、財宝をあきらめ切れないマイキーたちは、フラッテリー一家がアジトから去るのを見計らって、再度レストランへ忍び込み、地下へ通じる秘密の入り口を発見する。ブランドのガールフレンドのアンディとその友人ステフも加わり、一同は地下の洞窟に降りる。一人遅れたチャンクは保安官事務所への通報を頼まれ、外に出る。
チャンクは街へ戻るためにヒッチハイクを試みる。ところが運悪く、フラッテリー一家の乗った車を止めてしまい、捕らえられてアジトで尋問された末、「片目のウィリー」の財宝探し計画を一味にしゃべってしまう。一味はチャンクを縛りつけて個室に閉じ込め、マイキーらの追跡に出かける。チャンクは、同じ部屋で監禁されていたフラッテリー一家の三男・スロースと親しくなってともに脱出に成功し、マイキーたちを追った。
マイキーらは洞窟に仕掛けられたさまざまなブービートラップや、フラッテリー一家の追撃をかいくぐりつつ、財宝と白骨死体を満載した海賊船が碇泊する隠しドックにたどり着いた。一同は大喜びで、金貨や宝飾品をポケットなどにありったけ詰め込むが、追いついたフラッテリー一家に銃で脅され、やむなく手放す。そこへスロースとチャンクが現れてフラッテリー一家を懲らしめた。やがて、船の中に仕掛けられたブービートラップが発動し、洞窟全体が崩れはじめた。岩盤に開いた穴から外の光が見え、一同はなんとか脱出する。
そこは崖下の砂浜で、すでに朝になっていた。少年少女たちは、ずぶ濡れで震えているところをパトロール中の保安官に発見されて保護され、連絡を受けてやってきた家族と再会する。フラッテリー一家は逮捕される。そこへパーキンスが現れ、マイキーの父・アービングに対し、立ち退きを命じる最後通告書へのサインを迫った。そのとき、フラッテリー一家が奪いそこねていたマイキーのビー玉袋から、大粒の宝石がいくつも見つかった。これで借金返済のメドが立ち、立ち退きの心配がなくなったことで、一同は安堵した。アービングはサインしかけていた最後通告書を破り捨てる。
一同が海を見ると、ブービートラップの仕掛けによってイカリが上げられた「片目のウィリー」の海賊船が、ゆっくりと大海原へと進み出て行くところだった。マイキーらは感謝と親愛の気持ちを込めて海賊船を見送る。

## 登場人物

### グーニーズと周辺の人物
「グーニーズ」とは、町の名「グーンドックス（Goon Docks＝いも波止場）」に、「まぬけな連中（goonie）」という意味をひっかけたものである。
マイケル・ウォルシュ（マイキー）
主人公。幼い頃から毎晩のように父に聞かされた海賊伝説の影響を受け、冒険を夢見る少年。歯に歯列矯正のブラケットを入れている。しきりに喘息用の手持ち型吸入器を使っていたが、一種の移行対象であったらしく、冒険を終えた後、「要らないや、こんなモン」と投げ捨てた。
クラーク・デヴリュー（マウス）
お調子者で、悪ぶっている少年。大人の口真似や駄洒落の天才で、それでいつもトラブルを起こすためにマウス（mouth＝口）のあだ名を持つ。メキシコ人の従兄弟がいるためスペイン語が堪能で、財宝の地図を解読するのに一役買った。冒険を通じて、一番ケンカをしていたステフと仲良くなった。
ローレンス・コーエン（チャンク）
ピザとお菓子が好物の肥満児。ずんぐりした体格から「チャンク（chunk＝肉の塊）」のあだ名を持つ。
おっちょこちょいで、手に持ったものをすぐに落とすなどして壊してしまう。この「特技」のため、堅牢なガラスケースから宝の地図を取り出したり、洞窟の入口だったレストラン跡のドアをこじ開けるのに一役買った。いたずら好きで虚言癖があることが街じゅうの大人に知られていたため、保安官へ「フラッテリー 一家を発見した」と通報したにもかかわらず、イソップ童話の狼少年のように信用されなかった。フラッテリー 一家に監禁された際、同じ部屋にいたスロースと意気投合。一緒にマイキー達の元に駆けつけた。洞窟脱出後、スロースに「うちで一緒に暮らそう」と申し出る。小説版ではスロース(ジェーソン)は実際にコーエン家の養子になっている。
リッキー・ワン（データ）
発明が趣味の中国系の少年。家族とは中国語で会話する。科学技術に関する大人顔負けの知識を持つことから「データ」のあだ名を持つ。発明品もあるが多くはテスト中で、まともに動作しない。しかし、入れ歯とバネを組み合わせた「万能フック」だけは例外で、数度のピンチを救った。
ブランドン・ウォルシュ（ブランド）
マイキーの兄。体を鍛えるのが趣味。喘息持ちの弟を心配し、冒険をやめさせるため、データの妹の自転車を奪って海岸へ向かったが、そのままなりゆきで財宝探しに同行することとなる。アンディが好き。
アンドレア・カーマイケル（アンディ）
チアリーダー。ステフとともに、トロイに誘われてドライブに同行していたが、女児用自転車で海岸へ向かうブランドに興味を持ち、トロイと別れ、そのままなりゆきで財宝探しに同行することとなる。しょっちゅう泣くなどして取り乱し、ステフになだめられることが多かったが、幼少時にピアノを習っていたおかげで、財宝発見につながる謎解きで活躍する。冒険を通じ、ブランドと両思いになる。暗がりでブランドと間違え、マイキーにキスをしてしまった。
ステファニー・スタインブレンナー（ステフ）
アンディの友人。トロイに誘われてドライブに同行していたが、トロイが嫌いで、別れる口実のためにアンディに帯同し、そのままなりゆきで財宝探しに同行することとなる。視力が悪く、眼鏡がなければ何も見えないが、冒険の序盤で紛失する。冒険中、マウスとよく衝突をしたほか、取り乱しがちなアンディのなだめ役だった。しかし、最終的には打ち解け、冒険を終えた後は恋人のように抱き合うほどの仲になった。

### ウォルシュ家
アービング・ウォルシュ
マイキーとブランドの父。街の歴史博物館で学芸員として働いている。本業同様歴史研究をライフワークとしており、海賊伝説にまつわる地図などの資料を収集し、自宅の屋根裏部屋に保管しており、これがマイキーたちが冒険に出る切っ掛けともなった。
小説版の名前はアンドルー・ウォルシュ。小説版では、マイキーたちが持ち帰った財宝を元手に、パーキンスのゴルフ場「ヒルサイド・カントリークラブ」を買収し、新たに「グーンドック・リクリエーション・センター」に改装した。
ハリエット・ウォルシュ
マイキーとブランドの母。片腕を骨折したために家事がままならず、立ち退きに際しての荷造りや家事全般をグーニーズおよび臨時家政婦のロザリータに委ねている。何かと小言を言う母親で、がみがみとしかりつけるタイプの親。指で高圧的に指図したり口やかましい。
ロザリータ
ハリエットが雇った家政婦。まだ来たばかりなのか、生活に慣れていない。スペイン語しか話せないため、マウスを介さなければ意思疎通ができない。当の彼はハリエットの言葉を嘘の内容で通訳して彼女を困惑させ、彼女に「イカれているわ、この家」と言わせる始末であった。海岸に流れ着いたマイキーのビー玉袋を拾い、宝石が入っているのを最初に発見した。そのときアービングが、パーキンスの立ち退き通告書にサインをする直前だったが、スペイン語で「書くな」と叫んでサインを止めさせた。

### パーキンス家
エルギン・パーキンス
街きっての資産家で、ゴルフ場の経営者。トロイの父親。貸金業も手掛け、アービングに金を貸しており、返済期限日に自宅を差し押さえようとしている。当のゴルフ場は、マイキーたちの冒険中の行動が原因でひどい水道トラブルに見舞われている。冒険を終えた皆の前に現れ、アービングに立ち退き通告書にサインさせようとするが、書き終える寸前にマイキー達が持ち帰った宝石が発見されたため、買収に失敗してしまった。
小説版では、ゴルフ場を最終的にウォルシュ家に買収される。
トロイ・パーキンス
パーキンス家の息子で、ブランド、アンディらの同級生。父親の債権回収の外回りを一緒に手伝っている。オープンカーを乗り回し、常に居丈高で嫌味な態度を取る。ゴルフ場近くの井戸で、ブランドやアンディが地下にいるのを発見し、釣瓶を使って彼女だけを救出しようとするが、アンディはマイキーの説得に応じて財宝探しを選んだため、失敗に終わってしまう。

### フラッテリー一家
母親と3兄弟からなるギャング団。強盗や通貨偽造といった犯罪に手を染めている。郡刑務所に入監していたジェイクを脱獄させ、パトカーとカーチェイスを繰り広げるも、ちょうどその日開かれていた海岸での四輪駆動車レースの車群に紛れて逃亡に成功し、岬のレストラン跡に潜伏していた。レストラン跡の冷蔵庫では、彼らを追って返り討ちにされたFBI捜査官の死体を隠していた。
グーニーズが発見した財宝を取り上げたあと、さらに財宝を見つけようと欲をかいた結果、ブービートラップを発動させてしまい、洞窟の崩壊を招いた。脱出後、悪事に加担していなかったスロースを除く3人は逮捕された。
一部ビデオソフト字幕などでは「フラテリ」とも表記する。
フラッテリー・ママ
女ボスにして、フラッテリー3兄弟の母親でもある老女。名前不詳。ジェイクやフランシスからはママと呼ばれる。マイキーたちに味方するスロースを自分たちの側に引き込もうとするが、幼い頃虐待していたことをうっかり思い出させてしまい、怒った彼に逆襲される。
ジェイク・フラッテリー
フラッテリー家の長男。郡刑務所に入監していたが、自殺したように見せかけ、看守を油断させて襲撃したところをママやフランシスの協力を得て脱獄する。陽気で歌が好き。
フランシス・フラッテリー
フラッテリー家の次男。短気な性格でジェイクとも仲が悪い。カツラを常用しており、よく外れるが、本人は頭髪が薄いことを否定している。
ロトニー・フラッテリー（スロース） / ジェーソン・フラッテリー（小説版） / ジェーソン・スロース・コーエン（小説版、養子後）
フラッテリー家の末弟。巨体で怪力の持ち主。知的障害のようで普段は「ウホ、ウホ」のような喋り方しか出来ない。悪意の無い優しい性格の持ち主。耳を動かすのが得意。幼い頃から母親に虐待されていたため顔が崩れており、左目の位置が右目に比べてかなり下にあり、歯も数本欠け顔面奇形の状態になっている。また、兄たちからも酷くいじめられていた。アジトでは鎖付きの手錠で繋がれて監禁状態に置かれ、テレビを見て過ごしていた。一家に捕まったチャンクと仲よくなり、チャンクの持っていたチョコレートバーを拾おうとして鎖を引きちぎり、自由の身となった。普段の言語は上記の通りだが、チョコレートバーを食べた際は「うまい」と口に出している。その後は家族と決別し、マイキーたちの仲間になる。ママと相対した時にもいくつか言葉を発しており、全く話せないわけではない様子。ママ達3人が逮捕された際、彼はマイキー達の訴えで捕まらずに済んだ。
小説版では冒険の後、チャンクによって彼の家族に養子として引き取られ、改名している。

### 故人
片目のウィリー
故人。作中では白骨死体として登場する。黒い眼帯がトレードマークの伝説の大海賊。元はスペインの宮廷道化師であり、度を越した冗談ときわどい話が原因で宮廷を追い出され、はみ出し者たちを集めて海賊団を結成した。やがて財宝を自らの船「インフェルノ号」に積んで洞窟に隠し、そこにたどり着くまでの道に罠を張り巡らせた。船の中の死体の状況から、財宝をめぐって部下と殺し合い、自らもそこで息絶えたとみられる。眼帯をしている方の眼には眼窩がないため、生まれつき片目だったらしい。
チェスター・コパーポット卿
故人。作中では白骨死体として登場する。1935年に「片目のウィリー」の財宝を探しに行ったまま消息を絶ったプロの探検家。死体の持っていた身分証明書によって身元が判明した。グーニーズはすでに、アービングの集めた新聞記事によって彼の存在を知っており、プロの探検家でさえも財宝にたどり着けなかったことを悟って戦慄する。彼が持っていた銅の鍵やダイナマイトが、マイキー達の冒険を助けることになる。

### 本人役
シンディ・ローパー
本作の主題歌を歌う、実在の歌手。劇中のテレビの映像で歌っている姿が流れている。

## キャスト・日本語吹替
| 役名                                        | 俳優                             | 日本語吹替                                                        | 日本語吹替                                                              |
| 役名                                        | 俳優                             | TBS版                                                             | ソフト版                                                                |
| ------------------------------------------- | -------------------------------- | ----------------------------------------------------------------- | ----------------------------------------------------------------------- |
| マイケル・ウォルシュ （マイキー）           | ショーン・アスティン             | 藤田淑子                                                          | 浪川大輔                                                                |
| ブランドン・ウォルシュ （ブランド）         | ジョシュ・ブローリン             | 古谷徹                                                            | 菊池英博                                                                |
| ローレンス・コーエン （チャンク）           | ジェフ・コーエン                 | 坂本千夏                                                          | 岩淵健                                                                  |
| クラーク・デヴリュー （マウス）             | コリー・フェルドマン             | 野沢雅子                                                          | 飯泉征貴                                                                |
| アンドレア・カーマイケル （アンディ）       | ケリー・グリーン                 | 富沢美智恵                                                        | 井上喜久子                                                              |
| ステファニー・スタインブレンナー （ステフ） | マーサ・プリンプトン             | 岡本麻弥                                                          | 玉川紗己子                                                              |
| リッキー・ワン （データ）                   | キー・ホイ・クァン               | 菅谷政子                                                          | 藤田哲也                                                                |
| ロトニー・フラッテリー （スロース）         | ジョン・マトゥザック             | 郷里大輔                                                          | 島香裕                                                                  |
| ジェイク・フラッテリー                      | ロバート・デヴィ                 | 徳丸完                                                            | 石塚運昇                                                                |
| フランシス・フラッテリー                    | ジョー・パントリアーノ           | 納谷六朗                                                          | 堀内賢雄                                                                |
| フラッテリー・ママ                          | アン・ラムジー                   | 遠藤晴                                                            | 片岡富枝                                                                |
| ロザリータ                                  | ルーペ・オンティヴェロス         | 片岡富枝                                                          | さとうあい                                                              |
| ハリエット・ウォルシュ                      | メアリー・エレン・トレイナー     | 横尾まり                                                          | 横尾まり                                                                |
| アーヴィング・ウォルシュ                    | キース・ウォーカー               | 小島敏彦                                                          | 大滝進矢                                                                |
| エルギン・パーキンス                        | カーティス・ハンソン             | 稲葉実                                                            | 西村知道                                                                |
| トロイ・パーキンス                          | スティーブ・アンティン           | 小野健一                                                          | 関俊彦                                                                  |
| 保安官                                      | ポール・テュールペ               | 田原アルノ                                                        | 沢木郁也                                                                |
| 看守                                        | ジョージ・ロボサム               | 加藤正之                                                          | 稲葉実                                                                  |
| 友人①                                       | エリック・ブライアント・ウェルズ | 荒川太郎                                                          | 坂本雅文                                                                |
| 友人②                                       | ジェブ・アダムス                 | 森利也                                                            | 小形満                                                                  |
| データの父                                  | マイケル・ポール・チャン         | 荒川太郎                                                          | 田原アルノ                                                              |
| データの妹                                  | リサ・クアン （クレジットなし）  | 鈴木祐子                                                          |                                                                         |
| 役不明又はその他                            |                                  |                                                                   | 伊井篤史 山口健 火野カチコ 岡のりこ 荒川太郎 高宮俊介 菊地浩司 小川政弘 |
| 日本語版制作スタッフ                        |                                  |                                                                   |                                                                         |
| 演出                                        |                                  | 加藤敏                                                            | 福永莞爾                                                                |
| 翻訳                                        |                                  | 森みさ （古賀香菜子）                                             | 菊池浩司                                                                |
| 調整                                        |                                  | 荒井孝                                                            |                                                                         |
| 効果                                        |                                  | リレーション                                                      |                                                                         |
| 録音                                        |                                  | テレビセンター                                                    | ニュージャパンスタジオ                                                  |
| 担当                                        |                                  | 向井士郎                                                          | 菊地浩司                                                                |
| プロデューサー                              |                                  | 上田正人                                                          | 小川政弘                                                                |
| 制作                                        |                                  | 東北新社 TBS                                                      | ワーナー・ホーム・ビデオ ACクリエイト                                   |
| 初回放送                                    |                                  | 1988年1月3日 『新春特別ロードショー』 18:30-20:54 ※本編ノーカット | 1992年3月21日 日本語吹替版VHS                                           |

- TBS版はWOWOWにて2013年11月16日、権利元に現存していた再放送時の短縮版音声（約4分半欠落[注 2]）を、当時のキャストで新たに追加録音したものが放送された[5]。
- TBS版はファンからの人気が非常に高く、過去には「神バージョン」と評されたこともある[5][注 3]。初回放送時のノーカット版音源は長らく行方不明で、後述する25周年版DVD・Blu-rayに収録された際は音声欠落部分もあったが、2020年に株式会社フィールドワークスの協力で当時の視聴者の録画からノーカット版の復元が実現、製作35周年記念のBlu-rayに初収録された[7]。

## スタッフ
- 監督: リチャード・ドナー
- 制作: リチャード・ドナー、ハーヴィー・バーンハード（英語版）
- 脚本: クリス・コロンバス
- 音楽: デイヴ・グルーシン
- 特殊メイク監修: KNB EFX
- 製作総指揮: スティーヴン・スピルバーグ、フランク・マーシャル、キャスリーン・ケネディ
- 字幕翻訳: 戸田奈津子

## 地上波BS放送履歴
| 回数  | テレビ局         | 番組名               | 放送日         | 吹替版   |
| ----- | ---------------- | -------------------- | -------------- | -------- |
| 初回  | TBS              | 新春特別ロードショー | 1988年1月3日   | TBS版    |
| 2回目 | TBS              | 火曜ロードショー     | 1989年1月10日  | TBS版    |
| 3回目 | TBS              | 水曜ロードショー     | 1991年12月25日 | TBS版    |
| 4回目 | TBS              | 水曜ロードショー     | 1993年2月10日  | TBS版    |
| 5回目 | NHK BSプレミアム | プレミアムシネマ     | 2017年11月3日  | 不明     |
| 6回目 | 日本テレビ       | 金曜ロードショー     | 2021年6月11日  | TBS版    |
| 7回目 | テレビ東京       | 午後のロードショー   | 2024年6月17日  | ソフト版 |

## サウンドトラック
グーニーズ オリジナル・サウンドトラック（エピック・レコード）
1985年5月20日発売。日本ではソニー・ミュージックジャパンインターナショナルより6月7日に発売。
収録曲のうち、『グーニーズはグッド・イナフ』と『エイト・アームス・トゥ・ホールド・ユー』はシングルでも発売されている。
| #  | タイトル                                   | 作詞                                       | 作曲・編曲                                 | Performer            | 時間 |
| -- | ------------------------------------------ | ------------------------------------------ | ------------------------------------------ | -------------------- | ---- |
| 1. | 「グーニーズはグッド・イナフ」             | Lauper Stephen Broughton Lunt Arthur Stead | Lauper Stephen Broughton Lunt Arthur Stead | シンディ・ローパー   | 3:37 |
| 2. | 「エイト・アームス・トゥ・ホールド・ユー」 | Arthur Baker Jimmy Bralower Robbie Kilgore | Arthur Baker Jimmy Bralower Robbie Kilgore | グーン・スクワッド   | 4:21 |
| 3. | 「ラブ・イズ・アライブ」                   | Bailey, Richard Marx                       | Bailey, Richard Marx                       | フィリップ・ベイリー | 4:17 |
| 4. | 「アイ・ガット・ナッシング」               | Susanna Hoffs Vicki Peterson Jules Shear   | Susanna Hoffs Vicki Peterson Jules Shear   | バングルス           | 3:09 |
| 5. | 「14K (フォーティン・ケイ)」               | Marie                                      | Marie                                      | ティーナ・マリー     | 4:59 |

| #  | タイトル                               | 作詞                       | 作曲・編曲                 | Performer              | 時間 |
| -- | -------------------------------------- | -------------------------- | -------------------------- | ---------------------- | ---- |
| 1. | 「ホエアエバー・ユア・ゴーイン」       | Kevin Cronin               | Kevin Cronin               | REOスピードワゴン      | 5:00 |
| 2. | 「シーズ・ソー・グッド・トゥー・ミー」 | Vandross                   | Vandross                   | ルーサー・ヴァンドロス | 5:40 |
| 3. | 「ホワット・ア・スリル」               | Lauper, John Turi          | Lauper, John Turi          | シンディ・ローパー     | 3:17 |
| 4. | 「セイブ・ザ・ナイト」                 | Williams, Amy LaTelevision | Williams, Amy LaTelevision | ジョセフ・ウィリアムズ | 4:47 |
| 5. | 「グーニーズのテーマ」                 | Grusin                     | Grusin                     | デイヴ・グルーシン     | 3:01 |

## 映像ソフト
- VHS・レーザーディスク・DVD・UMD・Blu-ray Discで発売。DVD版以降では当時のメインキャストが総登場し、各シーンについて解説が入る特典がある。
- 2010年12月22日発売の25周年記念 コレクターズ・エディション版Blu-ray及びDVDでは、ソフト版とTBS版吹替を2種収録。但し、TBS版の音源は後に放送されていた短縮カット版であるため、本編114分中14分近くが英語音声及び日本語字幕に切り替わる他、あるシーンには全く関係のない吹き替えが当てられている（チャプター8の冒頭でマイキーたちが自転車に乗っているシーンなのにトロイたちの車の中でのセリフが挿入されている等）。
- 2020年10月9日発売の『吹替の力』シリーズ『グーニーズ 日本語吹替音声追加収録版 ＜4K ULTRA HD & HDデジタル・リマスター ブルーレイセット＞』では、ソフト版とノーカットのTBS版吹替を2種収録。ワーナー公式サイトの商品紹介ページにてTBS版吹替スタッフの中にWOWOWでの追録部分を翻訳した古賀香菜子の名が記載されているが[9]、実際の商品には初回ノーカット版を収録しているためこれは誤り[7]。また、『吹替の力』シリーズでNBCユニバーサル・エンターテイメントジャパンが販売元を担当する初のタイトルである。

## 他媒体展開

### 書籍
『グーニーズ』 ISBN 4-04-272602-X 角川文庫、1985年10月
本作の小説化作品。著者はジェームズ・カーン、日本における訳者は広瀬順弘。
章のタイトルがあらすじを説明した長文という奇妙な形式を取っている。
『グーニーズ アドベンチャー・ゲームブック』 ISBN 4-576-85076-8 二見書房、1985年12月
本作を元にしたアドベンチャーゲームブック。映画と同年の1985年に出版された。
ラストでフラッテリー一家に捕まらずに逃げおおせるパターンがあるなど、映画にないシーンもあるものの、チェスター・コパーポット卿の持ち物からルー・ゲーリックのカードが見つかるところ、石が落ちる仕掛け、パイプから水が出るシーン、パイプオルガンを見た時の「いやな趣味」というセリフ、50セント硬貨のケネディの肖像を見て「マーティン・シーン?」と言うところ、石をどかした後の穴からコウモリの大群が飛び出し、マウスが「お座り!!」としつけようとするくだりなど、非常に細かいところまで、かなり映画に忠実に作られている。

### ゲームソフト
グーニーズ（ATARI XL/XE他、1985年）
グーニーズ（MSX、1985年12月）
スロースが主役となっている。
グーニーズ（ファミリーコンピュータ、1986年2月21日）
マイキーが主役となっている。
グーニーズ2 フラッテリー最後の挑戦（ファミリーコンピュータ、1987年3月18日）
独自のオリジナルストーリーとなっている。
The Goonies - 20th anniversary edition（PC（Windows、Mac OS X、Debian / Ubuntu）、2006年）
フリーゲームとして公開されている。

## 続編
監督のリチャード・ドナーは続編を構想していたが、制作元のワーナー・ブラザースは2004年、続編製作に興味を持っていないことを明らかにした。
だが、現在も続編製作の噂は絶えず、近年では2007年に「かつて主役を演じたショーン・アスティンやコリー・フェルドマンの子供が、彼ら自身の冒険に旅立つ」という続編の製作についての構想を明らかにしていた。しかし2008年10月、計画は再び白紙化。今度はブロードウェイでの劇化を考えているという。
2012年 MTV NEWSによると「続編が制作されることについて、僕は100パーセント確信を持っているよ。自分の子どもたちに誓うよ」と話していた。
2025年 米バラエティによると、オリジナル映画の劇場公開から約40年ぶりとなる、ファン待望の続編「グーニーズ2」が正式に始動する。発表によると、スティーブン・スピルバーグ、クリスティ・マコスコ・クリーガー、ホリー・バリオがアンブリン・エンターテインメントのもとで製作を務め、オリジナル版の脚本を手掛けたクリス・コロンバスもプロデューサーとして加わる。製作総指揮をローレン・シュラー・ドナーが務め、続編の脚本をポッツィ・ポンチロリが担当することも発表された。現時点で続編の監督は決まっておらず、ストーリーの詳細は明らかになっていない。